# Filmbibliothek
Unter einer Filmbibliothek versteht man eine Sammlung von Literatur und anderen publizierten Medien zum Thema Film. Man versteht darunter auch den Ort, an dem sich diese Sammlung befindet, oder die Institution, die sie beherbergt.

## Wichtige Filmbibliotheken

### Deutschland
- Hans-Helmut-Prinzler-Bibliothek des Filmmuseums Berlin und die Hochschulbibliothek der Hochschule für Film und Fernsehen, Potsdam
- Bibliothek des Deutschen Filmmuseums Frankfurt und des Deutschen Filminstituts (DIF)
- Bibliothek der Hochschule für Fernsehen und Film (HFF) München
- Bibliothek des Filmmuseums Düsseldorf
- Filmbibliothek Hamburger Öffentliche Bücherhallen
- Bibliothek der Filmuniversität Babelsberg Konrad Wolf Potsdam
- Filmbibliothek genannt Cinemathek der ZLB im Haus Amerika-Gedenkbibliothek (AGB), Zentral- und Landesbibliothek Berlin

Einrichtungen mit Schwerpunktbibliothek für Film:
- Stadt- und Universitätsbibliothek Frankfurt am Main
- Zentrum für Kunst und Medientechnologie (ZKM) Karlsruhe
- Kunsthochschule für Medien (KHM) Köln
- CineGraph – Hamburgisches Centrum für Filmforschung
- Haus des Dokumentarfilms Stuttgart

Die deutschen Filmbibliotheken koordinieren ihre Tätigkeit im „Arbeitskreis Filmbibliotheken“

### Österreich
- Fachbereichsbibliothek Theater-, Film- und Medienwissenschaft der Universitätsbibliothek Wien

### Weitere Länder
- BiFi – Bibliothèque du film der Cinémathèque française, Paris
- British Film Institute Library
- Cinémathèque Royale de Belgique
- Dansk Filminstitut – Bibliorama
- Filmoteca de Catalunya (Barcelona)
- Finnish Film Archive
- George Eastman House: Richard and Ronay Menschel Library (Rochester, New York, USA)
- Irish Film Archive – Tiernan McBride Library
- Margaret Herrick Library der Academy of Motion Picture Arts and Sciences
- Norsk filminstitutt
- Svenska Filminstitutet – biblioteksdatabas Matiné